# ...ce qui arrive...
...ce qui arrive... est une pièce théâtrale, pour voix, deux ensembles instrumentaux, samples et électronique composée par Olga Neuwirth sur des textes de Paul Auster en 2003-2004.
Olga Neuwirth a tiré des histoires de deux livres de Paul Auster, Red Notebook et Money Chronicles, sur les « événements fortuits et inattendus qui génèrent dans nos existences, de manière surprenante, des structures de hasard ».
Elle demande à l'artiste contemporaine Dominique Gonzalez-Foerster de réaliser une vidéo synchronisée avec sa musique. L'auteur lui-même, Paul Auster, lit ses textes sur scène. La chanteuse travestie Georgette Dee est choisie pour interpréter trois chansons de son répertoire.
La pièce est créée le 21 octobre 2004 à la Helmut-List-Halle de Graz, par Paul Auster, Georgette Dee, et l'Ensemble Modern sous la direction de Franck Ollu.